# بعثة المراقبة الدائمة لمنظمة التعاون الإسلامي لدى الاتحاد الأوروبي
بعثة المراقبة الدائمة لمنظمة التعاون الإسلامي لدى الاتحاد الأوروبي (بالإنجليزية: Permanent Observer Mission of the Organization of Islamic Cooperation to the European Union، بالفرنسية: Mission Permanente d'Observation de l'Organisation de Coopération Islamique à l'Union Européenne) هو المكتب التمثيلي الرسمي لمنظمة التعاون الإسلامي في بروكسل بلجيكا. افتتحت منظمة التعاون الإسلامي بعثتها في بروكسل من أجل المساهمة في وتعزيز التعاون والعلاقة مع الاتحاد الأوروبي في أبريل 2012، وتبع ذلك الافتتاح الرسمي من قبل الأمين العام السابق للمنظمة أكمل الدين إحسان أوغلو في 25 يونيو 2013.
السفيرة السيدة عصمت جاهان وهي دبلوماسية بنغلاديشية، هي رئيسة البعثة. بدأت مهامها في 1 سبتمبر 2016.
يُنظر إلى افتتاح بعثة منظمة المؤتمر الإسلامي لدى الاتحاد الأوروبي على أنه مرحلة جديدة في العلاقات بين منظمة المؤتمر الإسلامي والاتحاد الأوروبي. تهدف منظمة التعاون الإسلامي إلى تعزيز العلاقات مع الاتحاد الأوروبي والعمل بشكل مشترك على عدد من القضايا السياسية بما في ذلك مكافحة الإرهاب، ومنع الصراع وبناء السلام بعد الصراع، ومكافحة الإسلاموفوبيا وتوفير التبادل الثقافي والمعلوماتي بين الدول الأعضاء في منظمة التعاون الإسلامي والاتحاد الأوروبي. وكذلك تعزيز الحوار بين الأديان والثقافات وحقوق الإنسان والمساعدات الإنسانية.